# Retznei
Retznei är en ort och tidigare kommun i Österrike. Den ligger i distriktet Leibnitz i förbundslandet Steiermark.
Kommunen slogs 1 januari 2015 samman med kommunerna Berghausen, Ehrenhausen och Ratsch an der Weinstraße och bildade kommunen Ehrenhausen an der Weinstraße.
Till den tidigare kommunen hörde även orten Unterlupitscheni.